# Alberto Rodríguez Larreta
Alberto Jorge Rodríguez Larreta, noto anche con lo pseudonimo di Larry (Buenos Aires, 14 gennaio 1934 – Buenos Aires, 11 marzo 1977), è stato un pilota automobilistico argentino.

## Risultati in Formula 1
| 1960 | Scuderia   | Vettura  |   |  |  |  |  |  |  |  |  |  |  | Punti | Pos. |
| ---- | ---------- | -------- | - |  |  |  |  |  |  |  |  |  |  | ----- | ---- |
| 1960 | Team Lotus | Lotus 16 | 9 |  |  |  |  |  |  |  |  |  |  | 0     |      |

| Legenda | 1º posto     | 2º posto | 3º posto    | A punti         | Senza punti/Non class.  | Grassetto – Pole position Corsivo – Giro più veloce |
| Legenda | Squalificato | Ritirato | Non partito | Non qualificato | Solo prove/Terzo pilota | Grassetto – Pole position Corsivo – Giro più veloce |